# المفتاح العظمي (فلم)
المفتاح العظمي (بالإنجليزية: The Skeleton Key) هو فيلم إثارة ورعب خارق للطبيعة أمريكي تم إصداره عام 2005م من إخراج لاين سوفتلي، ومن كتابة إيهران كروغر ومن بطولة كيت هدسون، جينا رولاندز، جون هرت، بيتر سارسجارد وجوي براينت. 

## القصة
تتمحور قصة الفيلم حول ممرضة تحصل على عمل في مقاطعة تيريبون (لويزيانا) لرعاية رجل مسن في مزرعة، إلا أنها تتورط مع القوى الخارقة للطبيعة التي تعيش في هذا المنزل. 

## وصلات خارجية
- مقالات تستعمل روابط فنية بلا صلة مع ويكي بيانات